# Trinités
 (décembre 2022).
Si vous disposez d'ouvrages ou d'articles de référence ou si vous connaissez des sites web de qualité traitant du thème abordé ici, merci de compléter l'article en donnant les références utiles à sa vérifiabilité et en les liant à la section « Notes et références ».
Trinités est un jeu de rôle occulte contemporain français publié par Les XII Singes en 2006. Son action débute en l'an 2000, à l'aube de l'Ere du Verseau, tandis que le Jugement Dernier est imminent : les Elohims, en fonction des actes des 72 Trinités, décideront si la Terre sera destinée à la Lumière ou aux Ténèbres.
Les joueurs incarnent donc une Trinité, alliance d'un Adam' (esprit humain), de son Deva (esprit de lumière) et de son Archonte (esprit des ténèbres) tutélaires partageant un même corps humain. Chaque Trinité dispose de pouvoirs surnaturels issus des trois voies ésotériques : le Zodiaque, le Grand Livre et la Lame-Sœur.
Les principaux adversaires des Trinités sont les Archontes-rois, Trinités ayant définitivement basculé dans les Ténèbres, et les 8, sociétés secrètes humaines combattant les Trinités selon leur doctrine mystique propre.

## Les protagonistes

### Les Trinités[1]
À chaque millénium, la Trinité se réincarne, Deva et Archonte laissant le contrôle du corps humain à l'Adam' jusqu'à son trente-troisième anniversaire. Si le corps survit jusqu'à cette date charnière, le Deva et l'Archonte apparaissent afin que l'Adam' choisisse qui des deux esprits karmiques prendra les rênes pour le restant de sa vie. L'esprit perdant étant chassé et l'Adam' passant en arrière-plan, la Trinité devient dès lors un Deva ou un Archonte incarné jusqu'à son quatre-vingt-dix-neuvième anniversaire, jour où le corps décède. Le cycle de réincarnation reprend au millénium suivant. En cas de décès avant ses 33 ans, la Trinité n'a pu faire son choix : elle se réincarne donc durant le millénium en cours jusqu'à atteindre cet âge fatidique.
Dans certains cas particuliers, le Deva et l'Archonte peuvent partager le corps après le choix. Enfin, les Hermès Trois-mages peuvent atteindre volontairement le stade trinitaire par la réalisation de leur Grand Œuvre.

### Les Archontes-rois[2]
Le 13 janvier 2000, les Trinités ayant choisi plus de fois les Ténèbres que la Lumière lors des milléniums précédents basculent définitivement dans les bras de leur Archonte : Adam' et Deva étant anéantis, la Trinité rompue fait naître un Archonte-roi. Leurs arts occultes sont des variantes proches des arts trinitaires, mais alimentés par le Karma Ténèbres.

### Les 8
Autour de 5000 AEC, huit groupes de grands initiés humains se partagent le pouvoir du monde occulte. Dans leurs mythes et légendes, 
les Trinités apparaissent comme des adversaires à abattre, étudier ou contrôler. Ces conspirations sont aujourd'hui tentaculaires, 
pratiquant l'entrisme dans tous les domaines de pouvoir profane, et gardent jalousement leurs secrets de la convoitise de leurs ennemis. Chacun des 8 est placé sous la tutelle d'un Trône, divinité située à l'un des huit points cardinaux du zénith et du nadir.
- Les Béliers : fondés par le Trône Arès, ce sont des guerriers, vivant par et pour l'épée. Ils massacrent sans pitié les Fléaux (Trinités) et servent souvent de bras armé à l'Ekklesia. Ils s'entraînent à la pratique des Agôns, techniques surnaturelles de combat en mêlée.
- Les Charites : membres du seul 8 ouvert exclusivement aux femmes, elles cherchent à créer par méthode eugénique un couple de jumeaux idéal sauveurs de l'humanité, les Thars, pour la plus grande gloire de leur Trône Asthar. Leur sapience repose sur l'enseignement des Yôgas, disciplines du corps et de l'esprit permettant le dépassement de soi.
- Les Dévorés : en hommage au martyr de leur Trône Cronos, démembré par une cabale de Dalits (Trinités) et de Cendrés (initiés alliés), ils pratiquent des rituels sanglants d'automutilation et de cannibalisme. Leur organisation décentralisée les protège des enquêtes profanes et de la vindicte de leurs opposants occultes. Leur objectif ultime reste la reconstruction du corps de Cronos.
- L'Ekklêsia : présente dans tous les cercles mystiques ou religieux, cette société secrète suit la voie ésotérique du Trône Asterios, le Taureau Étoilé. Son obsession de la domination globale l'oppose régulièrement aux autres 8. Leur principal pouvoir repose sur la Ferveur, énergie du culte.
- Les Hermès Trois-Mages : ces érudits pratiquent l'alchimie pour redevenir des Trinités. Ils sont particulièrement attachés à la préservation des secrets, de quelque nature que ce soit. Parmi leurs arts occultes, l’Ars Magna et l’Ars Memoriam forment les deux piliers fondamentaux de la doctrine orphique, garante de l'orthodoxie hermétique.
- Les Lions : divisés en deux camps opposés matérialisés par des pièces d'échec, les Lions Noirs et les Lions Blancs excellent dans toutes les sphères de pouvoir profane. Intrigant depuis l'Antiquité à l'instauration d'un gouvernement mondial sous leur empire, ils disposent de Tyrannies, mots de pouvoir inspirés par leur Trône Potens.
- Les Sybils Nostradamus : axés sur la maîtrise des arts divinatoires, ces initiés luttent contre les Fils de Python (Trinités) accusés d'être les artisans de la fin du monde contre l'avis de leur Trône Uranie. Leurs Augures, bien que difficiles d'accès, constituent un vaste éventail d'outils pour éviter un futur de Ténèbres.
- Les Vivants : appelés à rejoindre le 8 après une expérience de mort imminente, ces nécromanciens ont fait leur la quête encore inassouvie de leur maître Aidoneus : obtenir l'immortalité. Grâce à leurs Hadès, ils manipulent le souffle de vie d'un être vivant ou ses traces dans un être récemment trépassé. Seul Aidoneus semble connaître leur Trône, encore inconnu à ce jour.

## La gamme

### Première édition
- Livre I : Trinités : le livre de base présente les règles et l'univers de jeu. Il s'achève par un scénario d'introduction sur le mythe arthurien.
- L'écran et le supplément : Les Archontes-rois : l'écran propose un résumé des règles et les principales tables utiles au meneur de jeu. Le supplément annexe présente les règles sur les ennemis intimes des personnages joueurs, les Archontes-rois. La présentation exhaustive d'un groupe de douze Archontes-rois, la Harde, conclut ce fascicule.
- Livre II : Les 8 : ce supplément présente les huit sociétés secrètes du monde de Trinités.
- Livre III : Les Décans : il décrit les secrets des trois Décans et les évolutions possibles des personnages dans les trois voies ésotériques.
- Livre IV : Le Dragon : un tour d'horizon des vérités et secrets du champion de Lux, le royaume de la Lumière éternelle.
- Livre V : Le Serpent : un tour d'horizon des vérités et secrets du champion de Nox, le domaine des Ténèbres sans fin.
- Livre VI : Le Réseau Divin : une réécriture pour Trinités d'une campagne parue dans Casus Belli.
- Livre VII : Les services occultes : un tour d'horizon des services secrets et sociétés qui en savent un peu plus que les autres à propos des vérités occultes.
- Livre VIII : Lieux occultes : un tour d'horizon de dix lieux, revisités selon les thématiques de Trinités.
- Livre IX : Arthur : une campagne centrée sur le roi Arthur et l'héritage ésotérique des chevaliers de Table Ronde.
- Livre X : Histoires Secrètes : un éclairage occulte sur quelques Trinités emblématiques du passé - Aaron, Alexandre le Grand, Aleister Crowley, Attila, Brian Boru, Cagliostro, Harakhti, Hel, Hermod, Houd, Semiramis, Simon-Pierre.
- Livre XI : Le Labyrinthe : un tour d'horizon du Labyrinthe et des groupes qui gravitent autour de ses secrets.
- Livre XII : Les Elohims : un tour d'horizon des entités sources de pouvoir des Adams, les douze Elohims, associés au zodiaque.
- Collection Vies Antérieures : au nombre de 12, chacun des livrets propose une vie antérieure accessible aux Trinités des joueurs. Chacun est associé à un signe du zodiaque occidental.
  1. Musashi, la légende aux deux sabres (Bélier).
  2. Cuchulainn, le chien du forgeron (Taureau).
  3. Cortés, le conquistador (Lion).
  4. Cassiopée, la reine de Saba (Poisson).
  5. Jason, le quêteur de la Toison d'or (Balance).
  6. Hassan Ibn Saba, le vieux de la montagne (Scorpion).
  7. Sun Wukong, le roi des singes (Capricorne).
  8. Imhotep, l'architecte (Cancer).
  9. Éon, l'espion du Secret du roi (Gémeaux).
  10. Mary Tempête, la pirate des Caraïbes (Sagittaire).
  11. Pythagore, l'ombre de la Pythie (Vierge).
  12. Nicolas Flamel, l'alchimiste (Verseau).
- Collection Voies : au nombre de 2, chaque livret présente une nouvelle voie ésotérique ouverte aux Trinités.
  1. La Voie des Esprits présente un art occulte à l'origine du chamanisme chez les Adam'.
  2. La Voie des Sphères présente un art occulte liant macrocosme et microcosme à travers les arts sonores de la musique et du chant.

- Collection Cartes de pouvoirs : à l'intention des joueurs, ces paquets d'une cinquantaine de cartes permettent aux joueurs d'avoir la description de leurs pouvoirs sous la main.
  1. Pouvoirs du 1er Décan.
  2. Pouvoirs des 2e et 3e Décan.
  3. Pouvoirs des vies antérieures - 1.
  4. Pouvoirs des vies antérieures - 2.

- Les Bréviaires (gratuit) : ces fascicules de 12 pages complètent certains aspects de l'univers de Trinités. A de rares exceptions près, leur compilation compose une campagne de scénarios prêts à l'emploi :
  1. Millenium Da Vinci.
  2. Tezcatlipoca.
  3. MS408.
  4. L'Adamantin.

- Les Mancies (gratuit) : ces fascicules de 12 pages présentent des événements d'actualité sous l'angle de l'Histoire secrète, pouvant servir de synopsis. Ils font évoluer le background à une fréquence annuelle.
  1. Année 2000.
  2. Année 2001.
  3. Année 2002.
  4. Année 2003.
  5. Année 2004.
  6. Année 2005.
  7. Année 2006.
  8. Année 2007.
- Les Clés (gratuit) : à l'intention exclusive des meneurs de jeu, ces fascicules de 2 pages dévoilent une information occulte de première importance avant leur développement ultérieur dans la gamme.

### Seconde édition
- Trinités : Manuel des joueurs : désormais publié en couverture rigide, le livre de base présente les règles et l'univers de jeu. Il met à jour la mécanique de jeu sur certains aspects (domaines, primes et pénalités, ressources) sans compromettre la compatibilité avec les suppléments précédents.
- L'écran et le supplément : Les Forces des Ténèbres : conformément à la nouvelle édition, l'écran réactualise le résumé des règles et certaines tables utiles en cours de partie. Le supplément présente la mécanique de jeu sur la recherche occulte et s'attarde à détailler trois factions organisées œuvrant pour les Ténèbres : le Harpail, la Harde et les Tehôn.
- Collection Vies Antérieures : comme dans le cadre de la première édition, chacun des livrets propose une nouvelle vie antérieure accessible aux Trinités des joueurs.
  1. Beowulf, le loup des abeilles (Bélier).
  2. Mata Hari, l'Œil du jour (Scorpion).
  3. Tesla, le prince de la foudre (Cancer).
  4. Amaterasu, la déesse du soleil levant (Lion).
  5. Demetrios, le fondateur de la bibliothèque d'Alexandrie (Poisson).
  6. Gilgamesh, le quêteur de l'immortalité (Balance).
  7. Sitting Bull, le danseur des esprits (Taureau).
  8. Robin Hood, le prince des voleurs (Sagittaire).
  9. Adso de Melk, au nom de la rose (Verseau).
  10. Jeanne d'Arc, la pucelle d'Orléans (Vierge).
  11. Gilles de Rais, le noble hérétique (Gémeaux).
  12. Hannibal, le seigneur des éléphants (Capricorne).
- Man in the Maze : parue au format boîte à la suite d'une campagne de financement participatif, cette campagne en cinq scénarios se déroule dans le même univers que le Livre de base mais se distingue par le fait de jouer des personnages non-Trinités issus d'une même fratrie dysfonctionnelle partant en quête de ses origines. Elle propose cependant la possibilité d'adapter l'intrigue à des personnages Trinités.
- Les Mancies (site Trinités - web) : le site reprend l'intégralité du contenu des précédents fascicules et publie du nouveau contenu à partir de l'année 2008.
  1. Année 2000.
  2. Année 2001.
  3. Année 2002.
  4. Année 2003.
  5. Année 2004.
  6. Année 2005.
  7. Année 2006.
  8. Année 2007.
  9. Année 2008.
  10. Année 2009.
- Trinités : Initiative ! : publié dans le cadre de la collection Initiative !, ce supplément contient tout le nécessaire pour débuter le jeu de rôles Trinités. Il présente un panorama rapide de l'univers de jeu, une version allégée des règles de base, un scénario d'introduction avec aides de jeu et une série de personnages prétirés pour se lancer à l'aventure.